# 萘普生铜
萘普生铜（英语：Copper naproxen）是二价铜与抗炎药萘普生螯合的化学络合物。萘普生等非甾体抗炎药的铜络合物已被证明比基础药物具有更强的抗炎特性。
萘普生铜可以以一水合物的形式存在，并且可以与其他有机分子（例如烟醇、3-甲基吡啶和咖啡因）形成络合物。

## 制备
萘普生铜通过萘普生钠与二价铜盐（如硫酸铜）的反应来制备。
{\displaystyle {\ce {2C14H13NaO3 + CuSO4 -> C28H26CuO6 + Na2SO4}}}